# Hyper-Kamiokande

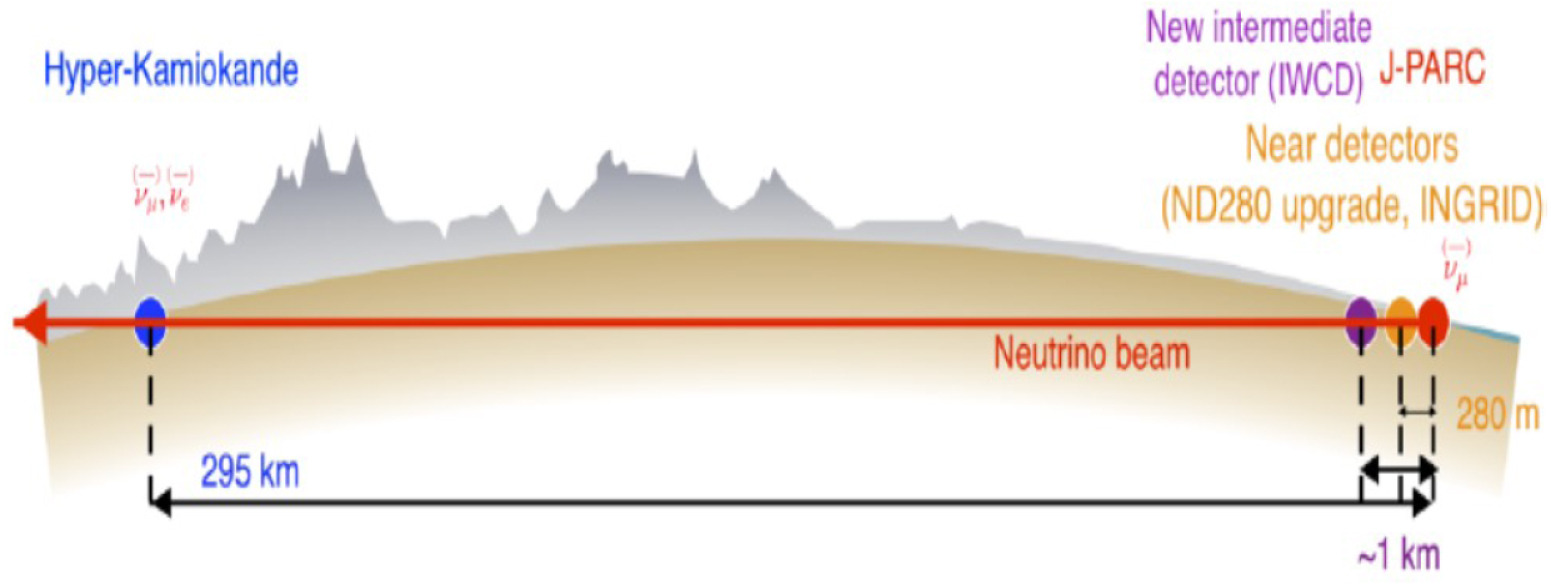
Aperçu de l'expérience Hyper-Kamiokande

Hyper-Kamiokande (également appelé Hyper-K ou HK) est à la fois un observatoire de neutrinos et le nom d'une expérience en construction à Hida, dans la préfecture de Gifu, et à Tokai dans la préfecture d'Ibaraki, au Japon. Elle est conduite par l'université de Tokyo et par l'Organisation de recherche sur les accélérateurs de haute énergie (connue sous le nom de KEK), en collaboration avec des instituts de plus de vingt pays répartis sur six continents,.
En tant que successeur des expériences Super-Kamiokande (également Super-K ou SK) et T2K, elle est conçue pour rechercher la désintégration du proton et détecter les neutrinos provenant de sources naturelles tels que les géoneutrinos, les neutrinos atmosphériques, les neutrinos solaires et les neutrinos cosmiques, ainsi que pour étudier les oscillations des neutrinos d'un faisceau produit par un accélérateur:6,20–28.
Le début de la prise de données est prévu pour 2027.

## Localisation
L'expérience Hyper-Kamiokande sera située en deux endroits :
- Le faisceau de neutrinos sera produit dans le complexe d'accélérateurs du J-PARC (36° 26′ 42″ N, 140° 36′ 22″ E) et étudié par un ensemble de détecteurs proches et intermédiaires situés dans le village de Tokai, dans la préfecture d'Ibaraki, sur la côte est du Japon[3]:31.
- Le détecteur principal, également appelé Hyper-Kamiokande (HK), est en cours de construction sous le pic du mont Nijuugo dans la ville de Hida, dans la préfecture de Gifu, dans les Alpes japonaises (36° 21′ 20,105″ N, 137° 18′ 49,137″ E). Le détecteur HK sera utilisé pour les recherches de désintégration du proton, les études des neutrinos provenant de sources naturelles et servira de détecteur lointain pour la mesure des oscillations du faisceau de neutrinos à la distance correspondant au premier maximum d'oscillation[3]:53–56[5].

## Programme de physique

### Oscillations des neutrinos atmosphériques et des neutrinos issus d'accélérateur
L'oscillation des neutrinos est un phénomène de mécanique quantique dans lequel les neutrinos changent de saveur (les états propres de saveur ou d'interaction sont le neutrino électronique {\displaystyle \nu _{e}}, le neutrino muonique {\displaystyle \nu _{\mu }} et le neutrino tauique {\displaystyle \nu _{\tau }}) lors de leur propagation puisque ces états de saveur sont un mélange d'états propres de masse ({\displaystyle \nu _{1}}, {\displaystyle \nu _{2}} et {\displaystyle \nu _{3}} avec les masses associées {\displaystyle m_{1}}, {\displaystyle m_{2}} et {\displaystyle m_{3}}). Les probabilités d'oscillation dépendent de six paramètres du modèle standard de la physique des particules :
- trois angles de mélange ({\displaystyle \theta _{12}}, {\displaystyle \theta _{23}}, et {\displaystyle \theta _{13}}) qui gouvernent le mélange entre les états propres de masse et de saveur,
- deux différences de masses carrées ({\displaystyle \Delta m_{21}^{2}} et {\displaystyle \Delta m_{32}^{2}}, avec {\displaystyle \Delta m_{ij}^{2}=m_{i}^{2}-m_{j}^{2}}),
- une phase ({\displaystyle \delta _{\text{CP}}}) qui est responsable de l'asymétrie matière-antimatière (violation de la symétrie CP) dans les oscillations de neutrinos,

ainsi que de deux paramètres qui dépendent de l'expérience considérée :
- l'énergie des neutrinos,
- la longueur de base ("baseline" en anglais), qui est la distance parcourue par les neutrinos au point où les oscillations sont mesurées[6]:285–311[3]:20–23.

Poursuivant les études menées par l'expérience T2K, le détecteur lointain HK mesurera les spectres en énergie des neutrinos électroniques et muoniques du faisceau (initialement produit comme un faisceau quasi-pur de neutrinos muoniques) et les comparera avec les prédictions théoriques calculées sans phénomène d'oscillation. Ces prédictions théoriques dépendent du flux initial de neutrinos ainsi que des modèles d'interaction qui sont contraints par les mesures effectuées par les détecteurs proches et intermédiaires. A l'énergie du faisceau de neutrinos de HK/T2K (600 MeV) et à une distance entre le J-PARC et le détecteur HK/SK (295 km), la mesure à lieu au premier maximum d'oscillation à la fréquence gouvernée {\displaystyle \Delta m_{32}^{2}}. Le faisceau de neutrinos du J-PARC peut fonctionner en deux modes distinct dans lesquels sont produits des neutrinos ou des antineutrinos. La mesure des oscillations dans ces deux modes fournira des informations sur la probabilité de survie des (anti)neutrinos muoniques {\displaystyle P_{\nu _{\mu }\rightarrow \nu _{\mu }}} ({\displaystyle P_{{\overline {\nu }}_{\mu }\rightarrow {\overline {\nu }}_{\mu }}}), ainsi que la probabilité d'apparition {\displaystyle P_{\nu _{\mu }\rightarrow \nu _{e}}} ({\displaystyle P_{{\overline {\nu }}_{\mu }\rightarrow {\overline {\nu }}_{e}}}) des (anti)neutrinos électroniques où {\displaystyle P_{\nu _{\alpha }\rightarrow \nu _{\beta }}} représente la probabilité qu'un neutrino produit initialement avec une saveur {\displaystyle \alpha } soit détecté plus loin avec une saveur {\displaystyle \beta }:202–224.

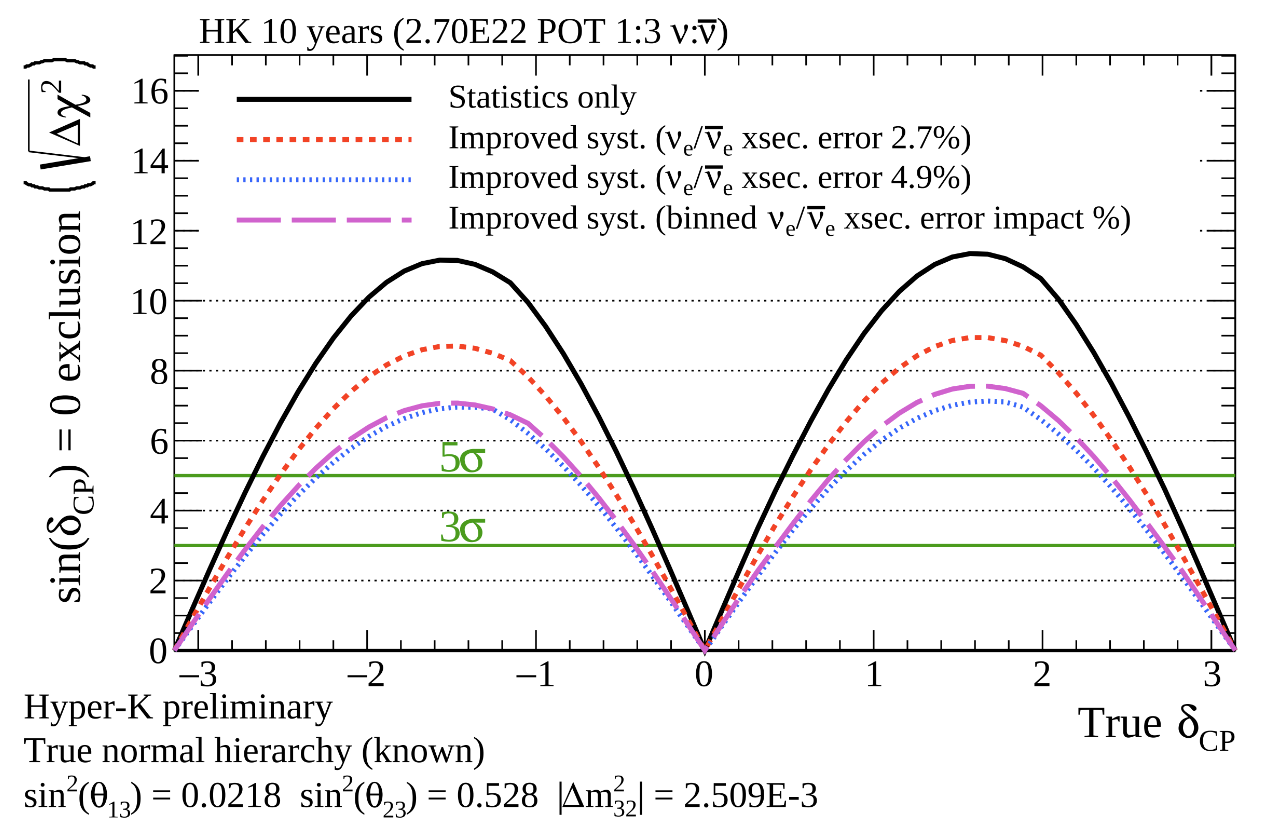
Capacité de l'expérience Hyper-K d'exclure la conservation de la symétrie CP en fonction de la valeur vraie de

La comparaison des probabilités d'apparition des neutrinos et des antineutrinos électroniques ({\displaystyle P_{\nu _{\mu }\rightarrow \nu _{e}}} versus {\displaystyle P_{{\overline {\nu }}_{\mu }\rightarrow {\overline {\nu }}_{e}}}) permet de mesurer la phase {\displaystyle \delta _{\text{CP}}}. Celle-ci varie de {\displaystyle -\pi } à {\displaystyle \pi } (de -180° à +180°) et les valeurs {\displaystyle 0} et {\displaystyle \pm \pi } correspondent à la consrvation de la symétrie CP. Après 10 années de prise de données, HK devrait confirmer à un niveau de confiance d'au moins {\displaystyle 5\sigma } si la symétrie CP est violée dans les oscillations de neutrinos pour 57% des valeurs possibles de {\displaystyle \delta _{\text{CP}}}. La violation de cette symétrie est l'une des conditions nécessaires pour produire un excès de matière (supposée avoir été produite en quantité égale avec l'antimatière) dans l'univers primordial, ayant pour conséquence l'univers composé uniquement de matière que l'on observe aujourd'hui. Les neutrinos du faisceau seront également utilisés pour améliorer la précision de la mesure des autres paramètres d'oscillation, {\displaystyle |\Delta m_{32}^{2}|}, {\displaystyle \theta _{23}} et {\displaystyle \theta _{13}}, et pour réaliser des mesures des paramètres des modèles d'interaction des neutrinos.
La détermination de la hiérarchie des masses des neutrinos (c'est-à-dire de savoir si l'état propre de masse {\displaystyle \nu _{3}} est plus léger ou plus lourd que les états {\displaystyle \nu _{1}} et {\displaystyle \nu _{2}}) ou de façon équivalente la mesure du signe (encore inconnu) du paramètre {\displaystyle \Delta m_{32}^{2}} se fait en observant la propagation des neutrinos dans la matière. Dans les conditions du faisceau de neutrinos de HK (295 km, 600 MeV) les effets de matière sont relativement faibles. L'expérience HK mesure également les oscillations des neutrinos atmosphériques. Les neutrinos atmosphériques sont les neutrinos produits (conjointement avec d'autres particules) lors des interactions des rayonnements cosmiques primaires avec l'atmosphère terrestre. Puisque ces interactions ont lieu tout autour du globe, HK a accès à des neutrinos ayant parcouru une large gamme de distances allant de quelques centaines de mètres jusqu'au diamètre de la Terre. Puisque ces neutrinos subissent des effets de matière beaucoup plus importants, ils peuvent être utilisés pour déterminer la hiérarchie des masses des neutrinos:225–237.
En résumé, c'est l'analyse combinée des oscillations des neutrinos de faisceau et des neutrinos atmosphériques qui fournira la sensibilité la plus élevées aux paramètres d'oscillation {\displaystyle \delta _{\text{CP}}}, {\displaystyle |\Delta m_{32}^{2}|}, {\displaystyle {\text{signe}}(\Delta m_{32}^{2})}, {\displaystyle \theta _{23}} et {\displaystyle \theta _{13}}:228–233.

### Astronomie neutrino et géoneutrinos
Les supernovas à effondrement de cœur produisent de grandes quantités de neutrinos. Pour une supernova située dans la galaxie d'Andromède, entre 10 et 16 événements neutrinos sont attendus dans le détecteur HK. Pour une supernova galactique située à une distance de 10 kpc, de 50 000 à 94 000 interactions de neutrinos sont attendues en quelques dizaines de secondes. Si Bételgeuse, située à une distance de 0,2 kpc, finissait sa vie en supernova, ce taux pourrait atteindre jusqu'à {\displaystyle 10^{8}} interactions par seconde. Un tel taux d'événements a été pris en compte dans la conception de l'électronique et du système d'acquisition de données (DAQ) du détecteur, ce qui signifie qu'aucune donnée ne serait perdue même pour un tel phénomène. Les profils temporels du nombre d'événements enregistrés dans HK et leur énergie moyenne permettent de tester différents modèles d'explosion. Les informations directionnelles des neutrinos dans le détecteur lointain HK peuvent fournir une alerte précoce afin d'informer les autres observatoires pour la détection des ondes électromagnétiques émises par la supernova dans le paradigme des observations multi-messagers:263–280.
Les neutrinos qui ont été produits par toutes les supernovas à effondrement de cœur tout au long de l'histoire de l'univers sont appelés neutrinos reliques de supernova (SRN) ou fond diffus de neutrinos de supernovas (DSNB). Ils portent non seulement des informations sur le mécanisme d'explosion des étoiles encore mal connu mais également des informations sur l'histoire de la formation des étoiles et sur l'évolution de l'univers. En raison de leur faible flux (quelques dizaines/cm²/s), ceux-ci n'ont pas encore été découverts bien que des recherches soient actuellement en cours avec la phase au gadolinium de Super-K. Avec dix années de prise de données, HK devrait détecter environ 40 événements DSNB dans la plage d'énergie allant de 16 à 30 MeV:276–280.
En ce qui concerne les neutrinos solaires (de type {\displaystyle \nu _{e}}), les objectifs expérimentaux de HK sont :
- La recherche d'une asymétrie jour-nuit dans le flux de neutrinos qui résulte des différentes distances parcourue dans la matière (pendant la nuit, les neutrinos traversent une bien plus importante quantité de matière avant d'entrer dans le détecteur puisque le Soleil est sous l'horizon) et donc de probabilité d'oscillations différentes en raison des effets de matière[3]:238–244.
- La mesure de la probabilité de survie des {\displaystyle \nu _{e}} pour des énergies de neutrinos comprises entre 2 et 7 MeV — c'est-à-dire entre les régions dominées respectivement par les oscillations dans le vide (à basse énergie) et les oscillations dans la matière (à plus haute énergie). Cette région est particulièrement sensible à de nouveaux phénomènes de physique au-delà du modèle standard, comme l'existence de neutrinos stériles ou de nouvelles interactions[3]:238–244,[9].
- La première observation de la branche hep, {\displaystyle {^{3}}{\text{He}}+{\text{p}}\to {^{4}}{\text{He}}+{\text{e}}^{+}+\operatorname {\nu } _{\text{e}}} de la chaîne pp prédite par le modèle solaire standard[3]:238–244.
- La comparaison du flux de neutrinos avec l'activité solaire (par exemple, le cycle solaire de 11 ans)[10].

Les géoneutrinos sont produits dans les désintégrations des radionucléides présents à l'intérieur de la Terre. Les études des géoneutrinos par Hyper-Kamiokande aideront à évaluer la composition chimique du noyau terrestre en lien avec la génération du champ géomagnétique:292–293.

### Désintégration du proton
La désintégration d'un proton libre en particules subatomiques plus légères n'a jamais été observée, mais elle est prédite par certaines théories de grande unification (GUT) et résulte de la violation du nombre baryonique (B). La violation de B est l'une des conditions nécessaires pour expliquer la prédominance de la matière sur l'antimatière dans l'univers. Les principaux canaux étudiés par HK sont {\displaystyle p\to e^{+}+\pi ^{0}} favorisé dans la plupart des modèles de GUT, et {\displaystyle p\to \nu +K^{+}} prédit par des théories incluant la supersymétrie.
Avec dix années de prise de données (dans le cas où aucune désintégration ne serait observée), on s'attend à ce que HK augmente la limite inférieure de la durée de vie moyenne du proton de {\displaystyle 1,6\times 10^{34}} à {\displaystyle 6,3\times 10^{34}} années pour son canal de désintégration le plus sensible ({\displaystyle p\to e^{+}+\pi ^{0}}) et de {\displaystyle 0,7\times 10^{34}} à {\displaystyle 2.0\times 10^{34}} années pour le canal {\displaystyle p\to \nu +K^{+}},.

### Matière noire
La matière noire est une forme hypothétique de matière non lumineuse proposée pour expliquer de nombreuses observations astronomiques suggérant l'existence d'une masse invisible supplémentaire dans les galaxies. Si les particules de matière noire interagissent faiblement, elles peuvent produire des neutrinos par annihilation ou par désintégration. Ces neutrinos pourraient être observés dans le détecteur HK sous la forme d'un excès de neutrinos provenant de directions présentant de forts potentiels gravitationnels tels que le centre galactique, le Soleil ou la Terre, par rapport à un fond isotrope de neutrinos atmosphérique:281–286.

## Description de l'expérience
L'expérience Hyper-Kamiokande se compose d'une ligne de faisceau de neutrinos, d'un ensemble de détecteurs proches, d'un détecteur intermédiaire et du détecteur lointain (également appelé Hyper-Kamiokande). Le détecteur lointain seul sera utilisé pour les recherches sur la désintégration du proton et l'étude des neutrinos provenant de sources naturelles. Tous ces éléments serviront aux études sur les oscillations des neutrinos issus de faisceau. Avant le lancement de l'expérience HK, l'expérience T2K terminera sa prise de données et HK reprendra la ligne de faisceau existante ainsi et l'ensemble de détecteurs proches. Les détecteurs intermédiaire et lointain devront quant à eux être construits.

### Le détecteur intermédiaire Tcherenkov à eau (IWCD)
Le détecteur intermédiaire Tcherenkov à eau (IWCD pour Intermediate Water Cherenkov Detector en anglais) sera situé à environ 750 mètres du lieu de production des neutrinos. Il prendra la forme d'un cylindre rempli d'eau, d'un diamètre de 10 mètres et d'une hauteur de 50 mètres. Il sera équipé d'une structure de 10 mètres de hauteur instrumentée avec environ 400 modules multi-PMT (mPMT), chacun composé de dix-neuf tubes photomultiplicateurs (PMT) de 8 centimètres de diamètre encapsulés dans une structure étanche à l'eau. La structure sera déplacée verticalement par un système de grue, permettant de mesurer les interactions des neutrinos à différents angles hors axe (angles par rapport au centre du faisceau de neutrinos), allant de 1° en bas à 4° en haut, et ainsi avoir accès à différents spectres en énergie des neutrinos. En combinant les résultats des mesures à différents angles hors axe, il est possible d'obtenir la prédiction d'un spectre de neutrinos presque monoénergétique en limitant très fortement la dépendance aux modèles théoriques des interactions des neutrinos utilisés pour reconstruire leur énergie. L'utilisation d'un détecteur de même technologie que le détecteur lointain avec une acceptance angulaire et en impulsion quasiment identique permet de comparer les mesures obtenues par ces deux détecteurs sans recourir à des simulations de réponse de ces détecteurs. Ces deux principes, indépendance par rapport aux modèles d'interaction des neutrinos et indépendance de réponse du détecteur, permettront à HK de minimiser les erreurs systématiques dans l'analyse des oscillations de neutrinos. Un autre avantage de cette conception de détecteur est la possibilité de rechercher des motifs d'oscillation vers un neutrino stérile pour différents angles hors axe ainsi que d'obtenir un échantillon très pur d'interactions de neutrinos électroniques, dont la fraction est plus importante pour des angles hors axe plus grands:47–50,,,.

### Le détecteur lointain d'Hyper-Kamiokande

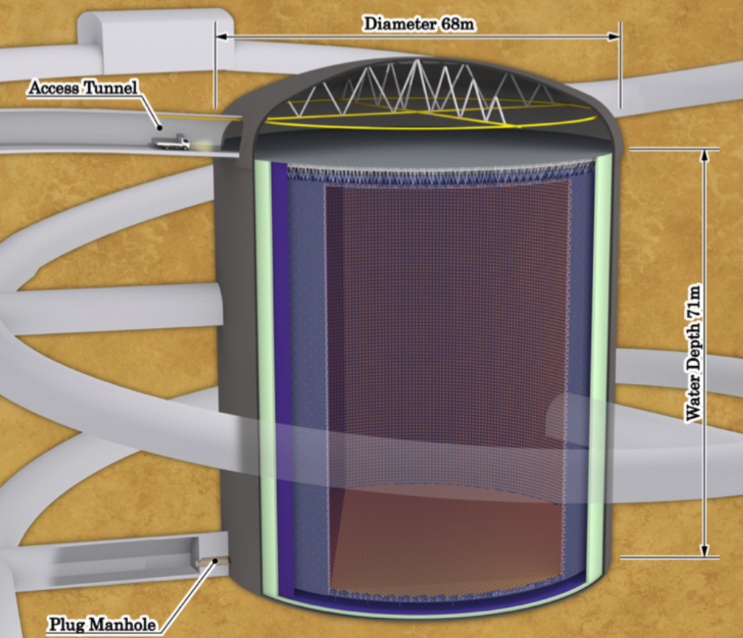
Schéma du détecteur lointain d'Hyper-Kamiokande, un détecteur Tcherenkov à eau

Le détecteur Hyper-Kamiokande sera construit à 650 mètres sous le sommet de la montagne Nijuugo dans la mine de Tochibora, à 8 kilomètres au sud du détecteur Super-Kamiokande (SK). Les deux détecteurs seront situés sur le même angle hors-axe (2,5°) par rapport au centre du faisceau de neutrinos et à la même distance (295 kilomètres) du lieu de production du faisceau au J-PARC,:35.

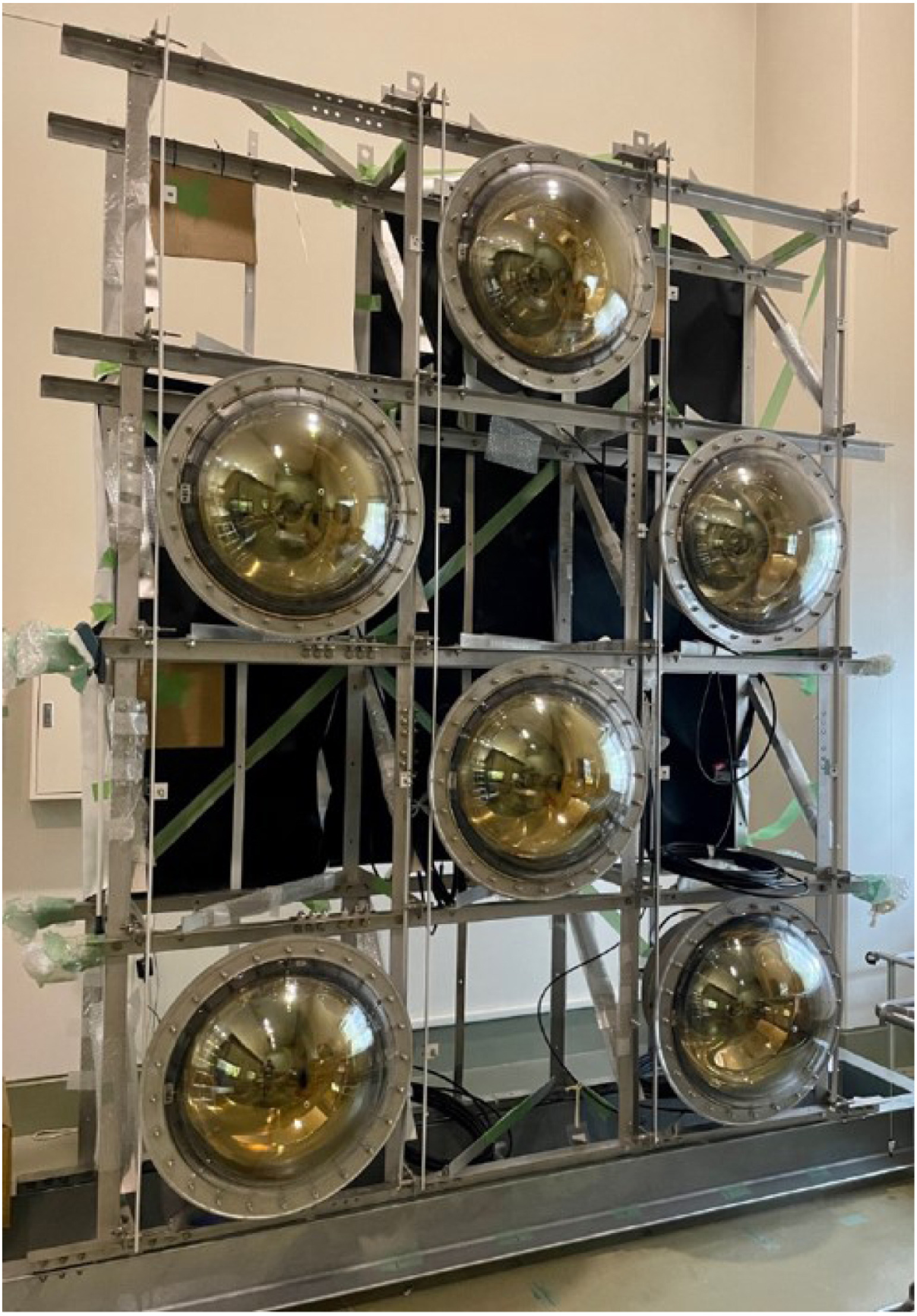
Maquette de la partie interne du détecteur d'Hyper-Kamiokande équipée de PMT R12860 de 50 cm

HK sera un détecteur Tcherenkov à eau, cinq fois plus grand (258 kilotonnes d'eau) que le détecteur SK. Il s'agit d'un réservoir cylindrique de 68 mètres de diamètre et 71 mètres de hauteur. Le volume du réservoir sera divisé en une partie interne ("ID", pour Inner Detector en anglais) et une partie externe ("OD", pour Outer Detector en anglais) par une structure cylindrique inactive de 60 cm de large. Celle-ci sera située avec son bord extérieur positionné à 1 mètre des parois verticales et à 2 mètres des parois horizontales du réservoir. La structure séparera optiquement l'ID de l'OD et contiendra des tubes photomultiplicateurs (PMT) regardant à la fois vers l'intérieur pour l'ID et vers l'extérieur pour l'OD. L'ID sera couvert d'au moins 20 000 tubes photomultiplicateurs de 50 centimètres de diamètre de type R12860 fabriqué par Hamamatsu (en) et environ 800 modules multi-PMT (mPMT). Chaque module mPMT comprend dix-neuf tubes photomultiplicateurs de 8 centimètres de diamètre encapsulés dans un récipient étanche. L'OD quant à lui sera équipé d’au moins 3 600 tubes photomultiplicateurs de 8 centimètres de diamètre couplés à des plaques décaleuses de longueur d'onde de {\displaystyle 0,6\times 30\times 30} cm³ (les plaques collectent les photons incidents et les transporteront vers le PMT avec lesquelles elles sont couplées). Il servira de veto pour distinguer les interactions se produisant dans l'ID des particules provenant de l’extérieur du détecteur (principalement des muons issus de rayons cosmiques),,.
La construction du détecteur HK a commencé en 2020 et le début de la prise de données est prévu pour 2027. Des études ont également été menées sur la faisabilité et les avantages en termes de physique de la construction d'un deuxième détecteur Tcherenkov à eau identique en Corée du Sud, à environ 1 100 km de J-PARC, qui serait opérationnel six ans après le premier réservoir,.

## Historique et planning

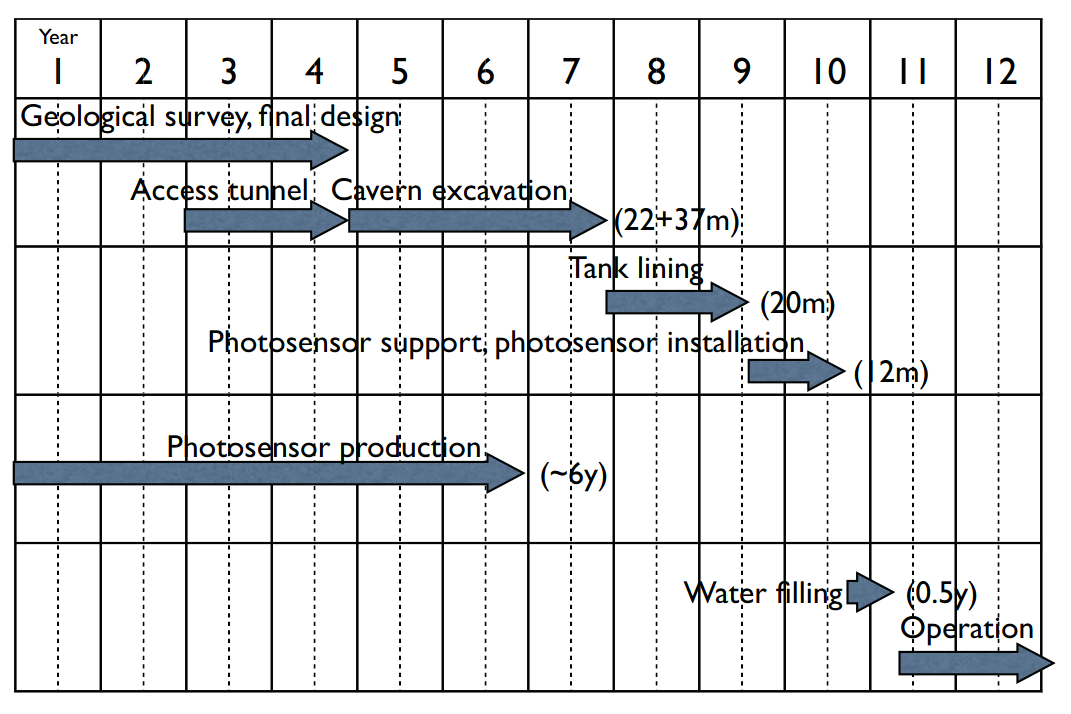
Calendrier de construction du détecteur Hyper-Kamiokande

Histoire des grands détecteurs Tcherenkov à eau au Japon, et des expériences d'oscillation des neutrinos à longue distance associées à ceux-ci (HK étant exclu) :
- 1983-1996 : Kamiokande (Kamioka Nucleon Decay Experiment) - prédecesseur de Super-Kamiokande, dont l'objectif principal était la recherche de la désintégration du proton. Le Prix Nobel de physique 2002 a été attribué à Masatoshi Koshiba pour la détection des neutrinos cosmiques[1].
- 1996-présent : Expérience Super-Kamiokande – prédécesseur de l'expérience Hyper-Kamiokande, étudiant les neutrinos provenant de sources naturelles et recherchant la désintégration du proton. Le Prix Nobel de physique 2015 a été attribué à Takaaki Kajita pour la découverte du phénomène d'oscillation des neutrinos[1].
- 1999-2004 : Expérience K2K – prédécesseur de l'expérience T2K.
- 2010-présent : Expérience T2K – le prédécesseur de l'expérience Hyper-Kamiokande, étudiant les oscillations des neutrinos de l'accélérateur.

Histoire de l'expérience Hyper-Kamiokande :
- Septembre 1999 : Présentation des premières idées d'une nouvelle expérience[21].
- 2000 : Utilisation du nom « Hyper-Kamiokande » pour la première fois[22].
- Septembre 2011 : Soumission de la lettre d'intention (LOI, Letter of Intent en anglais)[23].
- Janvier 2015 : Signature du protocole d'accord (MoU, Memorandum of Understanding en anglais) pour la coopération dans le projet Hyper-Kamiokande par des instituts hôtes : ICRR (en) et KEK. Formation de la proto-collaboration Hyper-Kamiokande[24],[25].
- Mai 2018 : Rapport de conception d'Hyper-Kamiokande[3].
- Septembre 2018 : Allocation du financement initial par le MEXT en 2019[26].
- Février 2020 : Approbation officielle du projet par la Diète du Japon[4].
- Juin 2020 : Formation de la collaboration Hyper-Kamiokande.
- Mai 2021 : Début du creusement du tunnel d'accès au détecteur HK[27].
- 2021 : Début de la production en série des tubes photomultiplicateurs[28].
- Février 2022 : Achèvement de la construction du tunnel d'accès[29].
- Octobre 2023 : Achèvement de la coupole de la caverne principale du détecteur HK[30].
- 2027 : Début prévu de la prise de données[4].